# Академическая гребля на летних Олимпийских играх 2012 — одиночки (женщины)
Соревнования среди одиночек по академической гребле среди женщин на летних Олимпийских играх 2012 прошли c 28 июля по 4 августа на гребном канале Дорни. Приняло участие 28 спортсменок.
Олимпийской чемпионкой стала чешка Мирослава Кнапкова.

## Призёры
| Золото                   | Серебро                | Бронза             |
| Мирослава Кнапкова Чехия | Фие Удбю Эриксен Дания | Ким Кроу Австралия |

## Соревнование

### Предварительный этап
Первые четыре спортсменки из каждого заезда напрямую проходят в четвертьфинал соревнований. Все остальные спортсменки попадают в утешительные заезды, где будут разыграны ещё четыре места в четвертьфиналах.

#### Заезд 1
| Место | Спортсмен          | Время   |
| ----- | ------------------ | ------- |
| 1     | Эмма Твигг         | 7:40,24 |
| 2     | Доната Виштартайте | 7:43,07 |
| 3     | Санита Пушпуре     | 7:49,35 |
| 4     | Киссья да Коста    | 8:07,75 |
| 5     | Люсия Палермо      | 8:07,89 |
| 6     | Сулмаз Аббаси      | 8:17,46 |

#### Заезд 2
| Место | Спортсмен            | Время   |
| ----- | -------------------- | ------- |
| 1     | Ким Кроу             | 7:41,18 |
| 2     | Наталья Мустафаева   | 7:46,01 |
| 3     | Майкин Торникрофт    | 7:47,10 |
| 4     | Яриульвис Кобас      | 7:48,58 |
| 5     | Камила Варгас Паломо | 8:01,60 |
| 6     | Ким Е Джи            | 8:04,68 |

#### Заезд 3
| Место | Спортсмен                    | Время   |
| ----- | ---------------------------- | ------- |
| 1     | Мирослава Кнапкова           | 7:24,17 |
| 2     | Фие Удбю Эриксен             | 7:29,37 |
| 3     | Мария-Луиза Дрегер           | 7:44,23 |
| 4     | Пхуттхаракса Нигри Роденбург | 7:52,62 |
| 5     | Светлана Германович          | 8:01,94 |
| 6     | Раша Сула                    | 8:19,31 |

#### Заезд 4
| Место | Спортсмен                 | Время   |
| ----- | ------------------------- | ------- |
| 1     | Чжан Сююнь                | 7:21,49 |
| 2     | Фрида Свенссон            | 7:32,61 |
| 3     | Габриэла Москейра Бенитес | 7:52,07 |
| 4     | Харуна Сакакибара         | 7:52,98 |
| 5     | Шве Зин Латт              | 8:10,15 |

#### Заезд 5
| Место | Спортсмен            | Время   |
| ----- | -------------------- | ------- |
| 1     | Екатерина Карстен    | 7:30,31 |
| 2     | Юлия Левина          | 7:32,06 |
| 3     | Дженевра Стоун       | 7:33,68 |
| 4     | Дебора Окли Гонсалес | 8:00,17 |
| 5     | Амина Руба           | 8:15,94 |

### Утешительные заезды
Из каждого утешительного заезда в четвертьфинал проходило по две спортсменки. Остальные попадали в финал E, где разыгрывали места с 25-го по 28-е.

#### Заезд 1
| Место | Спортсмен           | Время   |
| ----- | ------------------- | ------- |
| 1     | Ким Е Джи           | 7:50,64 |
| 2     | Люсия Палермо       | 7:52,49 |
| 3     | Светлана Германович | 7:53,63 |
| 4     | Амина Руба          | 8:12,83 |

#### Заезд 2
| Место | Спортсмен            | Время   |
| ----- | -------------------- | ------- |
| 1     | Камила Варгас Паломо | 7:53,38 |
| 2     | Сулмаз Аббаси        | 8:05,99 |
| 3     | Шве Зин Латт         | 8:09,59 |
| 4     | Раша Сула            | 8:10,76 |

### Четвертьфиналы
Из каждого четвертьфинального заезда три первые спортсменки проходили в полуфинал A/B, а трое проигравших в полуфинал C/D.

#### Заезд 1
| Место | Спортсмен                 | Время   |
| ----- | ------------------------- | ------- |
| 1     | Ким Кроу                  | 7:34,29 |
| 2     | Эмма Твигг                | 7:39,07 |
| 3     | Мария-Луиза Дрегер        | 7:52,17 |
| 4     | Дебора Окли Гонсалес      | 8:10,97 |
| 5     | Габриэла Москейра Бенитес | 8:14,36 |
| 6     | Сулмаз Аббаси             | 8:27,28 |

#### Заезд 2
| Место | Спортсмен            | Время   |
| ----- | -------------------- | ------- |
| 1     | Мирослава Кнапкова   | 7:35,35 |
| 2     | Дженевра Стоун       | 7:39,67 |
| 3     | Фрида Свенссон       | 7:40,64 |
| 4     | Санита Пушпуре       | 7:44,19 |
| 5     | Ярюльвис Кобас       | 7:56,89 |
| 6     | Камила Варгас Паломо | 8:07,67 |

#### Заезд 3
| Место | Спортсмен                    | Время   |
| ----- | ---------------------------- | ------- |
| 1     | Чжан Сююнь                   | 7:39,58 |
| 2     | Юлия Левина                  | 7:41,28 |
| 3     | Доната Виштартайте           | 7:45,68 |
| 4     | Майкин Торникрофт            | 7:56,66 |
| 5     | Люсия Палермо                | 8:06,47 |
| 6     | Пхуттхаракса Нигри Роденбург | 8:16,50 |

#### Заезд 4
| Место | Спортсмен          | Время   |
| ----- | ------------------ | ------- |
| 1     | Фие Удбю Эриксен   | 7:38,93 |
| 2     | Екатерина Карстен  | 7:42,00 |
| 3     | Наталья Мустафаева | 8:00,26 |
| 4     | Ким Е Джи          | 8:00,26 |
| 5     | Харуна Сакакибара  | 8:12,26 |
| 6     | Киссья да Коста    | 8:12,85 |

### Полуфиналы

#### Полуфиналы C/D
Первые три спортсменки из каждого заезда проходят в финал C, остальные попадают в финал D.
Заезд 1
| Место | Спортсмен                    | Время   |
| ----- | ---------------------------- | ------- |
| 1     | Санита Пушпуре               | 7:51,69 |
| 2     | Киссья да Коста              | 8:01,64 |
| 3     | Пхуттхаракса Нигри Роденбург | 8:03,91 |
| 4     | Люсия Палермо                | 8:09,85 |
| 5     | Дебора Окли Гонсалес         | 8:14,03 |
| 6     | Сулмаз Аббаси                | 8:30,74 |

Заезд 2
| Место | Спортсмен                 | Время   |
| ----- | ------------------------- | ------- |
| 1     | Майкин Торникрофт         | 7:51,02 |
| 2     | Ярюльвис Кобас            | 7:54,22 |
| 3     | Камила Варгас Паломо      | 7:57,22 |
| 4     | Ким Е Джи                 | 7:59,78 |
| 5     | Харуна Сакакибара         | 8:05,65 |
| 6     | Габриэла Москейра Бенитес | 8:10,15 |

#### Полуфиналы A/B
Первые три спортсменки из каждого заезда проходят в финал A, остальные попадают в финал B.
Заезд 1
| Место | Спортсмен          | Время   |
| ----- | ------------------ | ------- |
| 1     | Мирослава Кнапкова | 7:42,57 |
| 2     | Ким Кроу           | 7:44,69 |
| 3     | Екатерина Карстен  | 7:44,94 |
| 4     | Юлия Левина        | 7:48,95 |
| 5     | Доната Виштартайте | 7:56,05 |
| 6     | Мария-Луиза Дрегер | 8:01,05 |

Заезд 2
| Место | Спортсмен          | Время   |
| ----- | ------------------ | ------- |
| 1     | Фие Удбю Эриксен   | 7:44,33 |
| 2     | Чжан Сююнь         | 7:45,58 |
| 3     | Эмма Твигг         | 7:46,71 |
| 4     | Дженевра Стоун     | 7:52,98 |
| 5     | Фрида Свенссон     | 7:54,52 |
| 6     | Наталья Мустафаева | 8:06,83 |

### Финалы

#### Финал E
| Место | Спортсмен           | Время   |
| ----- | ------------------- | ------- |
| 1     | Светлана Германович | 8:37,08 |
| 2     | Амина Руба          | 8:42,23 |
| 3     | Раша Сула           | 8:49,47 |
| 4     | Шве Зин Латт        | 8:56,06 |

#### Финал D
| Место | Спортсмен                 | Время   |
| ----- | ------------------------- | ------- |
| 1     | Ким Е Джи                 | 8:32,57 |
| 2     | Габриэла Москейра Бенитес | 8:34,51 |
| 3     | Люсия Палермо             | 8:40,38 |
| 4     | Дебора Окли Гонсалес      | 8:40,70 |
| 5     | Харуна Сакакибара         | 8:42,90 |
| 6     | Сулмаз Аббаси             | 8:57,98 |

#### Финал C
| Место | Спортсмен                    | Время   |
| ----- | ---------------------------- | ------- |
| 1     | Санита Пушпуре               | 7:59,77 |
| 2     | Майкин Торникрофт            | 8:07,52 |
| 3     | Ярюльвис Кобас               | 8:14,59 |
| 4     | Камила Варгас Паломо         | 8:19,75 |
| 5     | Пхуттхаракса Нигри Роденбург | 8:34,11 |
|       | Киссья да Коста              | DNS     |

#### Финал B
| Место | Спортсмен          | Время   |
| ----- | ------------------ | ------- |
| 1     | Дженевра Стоун     | 7:45,24 |
| 2     | Доната Виштартайте | 7:47,94 |
| 3     | Юлия Левина        | 7:49,22 |
| 4     | Фрида Свенссон     | 7:56,42 |
| 5     | Мария-Луиза Дрегер | 8:11,71 |
| 6     | Наталья Мустафаева | 8:23,64 |

#### Финал A
| Место | Спортсмен          | Время   |
| ----- | ------------------ | ------- |
| 1     | Мирослава Кнапкова | 7:54,37 |
| 2     | Фие Удбю Эриксен   | 7:57,72 |
| 3     | Ким Кроу           | 7:58,04 |
| 4     | Эмма Твигг         | 8:01,76 |
| 5     | Екатерина Карстен  | 8:02,86 |
| 6     | Чжан Сююнь         | 8:03,10 |